# 罗伯特·博世公司
罗伯特·博世有限公司（德語：ⓘ，經常簡稱為Bosch），簡稱博世公司或博世，是德國一家以工程和電子為首要業務的跨國公司，总部位于斯圖加特附近的格尔林根。它是2011年全球最大的汽車零組件供應商。該公司由罗伯特·博世於1886年在斯圖加特創立。該公司現由羅伯特·博世基金會持有其92％股份。
博世的核心產品是汽车零部件（包括制動器、控制器、電氣傳動、電子、燃料系統、發電機、起動機和轉向系統）、工業產品（包括驅動器和控制、包裝技術和消費品）和建築產品（家用電器、電動工具、安全系統和熱力技術）。

## 歷史
於1886年由羅伯特·博世在斯圖加特創立。1887年成功改良了內燃機火花塞，並於1897年把這款火花塞安裝在汽車上。1901年，公司首家工廠於斯圖加特成立。1902年，又發明了磁電機，能在火星塞產生電火花，以驅動汽車。後來公司還為此申請了專利。
博世公司早於1900年起已進軍海外市場，第一個市場是英國；1906年在美國設首家辦公室；1910年於美國開設首家工廠。
1927年，又發明了柴油機噴射泵（Injection pump）。
1937年羅伯特·博世將它的公司改制為有限公司，即羅伯特·博世有限公司。
1950年北平代理人甘斯纳（Walter Genthner）参与炮击天安门案，获刑五年。
1967年，博世公司和西门子公司成立主要生产白色家电的合资企业博西家用电器公司（BSH），后成为德国和西欧家电市场的领导者。
2020年1月，博世封装技术（Bosch Packaging Technology）更名为新德康（Syntegon）。

## 產品
- 汽車零件
- 工業設備
- 家用電器
- 保安系統

博世公司曾於1996年起推出手提電話，至1999年，停止生產。

## 外部連結
- 官方网站
- 中國官方網站